# Zatrephes dithyris
Zatrephes dithyris là một loài bướm đêm thuộc phân họ Arctiinae, họ Erebidae.